# Peter Gunn
Peter Gunn est une série télévisée américaine policière en 114 épisodes de 26 minutes, en noir et blanc, créée et produite par Blake Edwards et diffusée entre le 22 septembre 1958 et le 18 septembre 1961 sur le réseau NBC.
En France, la série a été diffusée à partir du 18 octobre 1987.

## Synopsis
Cette série met en scène les enquêtes du séduisant détective privé Peter Gunn à Los Angeles. Outre son goût pour les femmes, l'alcool et les plaisirs de la vie d'une manière générale, Peter Gunn est également grand amateur de jazz qu'il écoute installé au comptoir du club Mother's.

## Distribution
- Craig Stevens : Peter Gunn
- Lola Albright : Edie Hart
- Herschel Bernardi : Lieutenant Jacoby

## Épisodes
Saison 1 (1958-1959)
1. The Kill
2. Streetcar Jones
3. The Vicious Dog
4. The Blind Pianist
5. The Frog
6. The Chinese Hangman
7. Lynn's Blues
8. Rough Buck
9. Image of Sally
10. The Man with the Scar
11. Death House Testament
12. The Torch
13. The Jockey
14. Sisters of the Friendless
15. The Leaper
16. The Fuse
17. Let's Kill Timothy
18. The Missing Night Watchman
19. Murder on the Midway
20. Pecos Pete
21. Scuba
22. Edie Finds a Corpse
23. The Dirty Word
24. The Ugly Frame
25. The Lederer Story
26. Keep Smiling
27. Breakout
28. Pay Now, Kill Later
29. Skin Deep
30. February Girl
31. Love Me to Death
32. The Family Affair
33. Lady Windbell's Fan
34. Bullet for a Badge
35. Kill from Nowhere
36. Vendetta
37. The Coffin
38. The Portrait

## Commentaires
Cette série a lancé la carrière de Blake Edwards.

### Musique
Préfigurant Johnny Staccato, série qui verra le jour l'année suivante, Peter Gunn fait une place importante à la musique, et particulièrement aux compositions de jazz moderne d'Henry Mancini, la différenciant des autres séries de l'époque qui utilisaient une musique d'orchestre classique plutôt banale. Chaque pas de Peter Gunn semble accompagné par une musique de jazz innovante. Dans la plupart des épisodes, on retrouve des scènes se déroulant dans le nightclub Mother's. Au moment où l'intrigue prend forme, Edie Hart (Lola Albright) interprète une chanson originale – jamais deux fois – qui sera, par la suite, reprise dans ses deux albums. De vrais musiciens jouent les compositions de Henry Mancini durant les scènes tournées au  nightclub Mother's.
La plus connue d'entre elles est le thème principal de la série, le Peter Gunn Theme, que l'on entendait au début, à la fin de la série et à certains moments clés. Ce thème est devenu rapidement un succès, récompensé par un Emmy Award et deux Grammys. Il est caractérisé par un ostinato de piano et de basse. Il a été repris par de nombreux artistes de blues, de jazz ou de rock, à commencer par Duane Eddy en 1959, suivi par Ray Anthony, Quincy Jones, The Remo Four, Croon & The Creepers, Brian Setzer, The Cramps, Jimi Hendrix, Peter Banks, Aerosmith, les Blues Brothers, Emerson, Lake and Palmer, et Art of Noise associé à Duane Eddy. Henri Mancini a été crédité co-auteur de Planet Claire des B-52's, le morceau étant basé sur la rythmique de Peter Gunn.
On peut entendre le thème de Peter Gunn dans la séquence sur « l'Évêque (en) » (the Bishop) dans l'épisode 17 (saison 2) du Monty Python's Flying Circus.
On peut l'entendre également dans l'épisode 1 de la saison 3 de Les Sopranos, et dans le film Les Blues Brothers.